# Sixten Korkman
Sixten Korkman, född den 3 februari 1948 i Vasa, är en finlandssvensk nationalekonom, professor emeritus och samhällsdebattör.

## Biografi
Korkman blev student år 1967, politicies kandidat 1970 och licentiat 1974. Han blev doktor i nationalekonomi vid Helsingfors universitet år 1980.
Korkman studerade internationell ekonomi i Stockholm och var 1970-77 assistent vid Helsingfors universitet. År 1978-80 var han forskare vid Finlands Bank och tjänstgjorde därefter bl.a. vid OECD:s sekretariat i Paris samt 1983-89 som byråchef vid Finlands Bank. Åren 1989-95 var han chef för finansministeriets ekonomiska avdelning och 1995-2005 generalsekreterare för Ecofin-avdelningen vid EU:s ministerrådssekretariat. 
Korkman var vd för Näringslivets delegation EVA och Näringslivets forskningsinstitut ETLA 2005-2012 och professor Of Practice i ekonomi vid Aalto-universitetet 2012-2015.
Korkman var gift med Marit Korkman, professor i psykologi samt filosofie doktor, fram till hennes död år 2012. Paret har tre barn, bland dem Julia Korkman som är doktor i rättspsykologi. 
Sedan år 2019 är Korkman gift med Maria Romantschuk.

## Utmärkelser
- Kommendörstecknet av Finlands Lejons orden,  6 december 1994[2]
- Stora hederstecknet i silver med stjärna av Österrikiska republikens förtjänstorden,  1999[3]
- Kommendör av Nordstjärneorden,  2006[4]

[Redigera Wikidata]

## Politiska åsikter i urval
Korkman förordar ett intensivare nordiskt samarbete, men han är kritisk till en nordisk förbundsstat.
Han anser att det var ett stort misstag att Finland gick med i eurosamarbetet.
Han förespråkar den nordiska välfärdsmodellen.
Han anser att klimatförändringen är det stora existentiella problemet för mänskligheten som fortfarande väntar på en lösning.
Han anser att den växande populismen som ett obehagligt fenomen som undergräver vår demokrati och ger associationer till 1930-talet.

## Publikationer
- Talous ja utopia. Helsinki: Docendo, 2012. ISBN 978-952-5912-50-0.
- Euro: Valuutta vailla valtiota. Helsinki: Taloustieto, 2013. ISBN 978-951-628-591-0.
- Väärää talouspolitiikkaa. Talouden kriisit ja opilliset kiistat. Helsinki: Otava, 2015. ISBN 978-951-1-29830-4.
- Globalisaatio koetuksella Helsinki: Otava, 2017 . ISBN 978-951-1-32130-9.